# Карама (Зилаирский район)
Карама — упразднённый населенный пункт на территории современного Зилаирского района Республики Башкортостан (ранее — Кананикольская волость, Зилаирский кантон, БАССР).
Малая родина Героя Советского Союза Николая Иванович Лазарева (1926—1998).
По переписи 1920 года хутор населяли преимущественно русские. Число домохозяйств в 1925 году — 10. расстояние до центра ВИКа села Кананикольское — 42 версты (Населенные пункты Башкортостана, С. 234).
Хутор находился на территории Успенского сельсовета. Во времена Хрущевской реформы упразднен Успенский сельсовет и его населенные пункты: х. Авашла, х. Карама, х. Киево-Никольский, х. Павленский, х. Успенка.